# Beijing huanying ni
Beijing huanying ni of Beijing verwelkomt U of Peking verwelkomt U is een Chinees lied dat voor de Olympische Zomerspelen in Peking is geschreven en gezongen is door zangers en zangeressen uit de Volksrepubliek China, Hongkong, Singapore, Zuid-Korea, de Verenigde Staten en Taiwan. Niet iedereen is van Han-Chinese afkomst: er zijn ook sterren van Tibetaanse, Mongoolse, Koreaanse, Iraanse, Mantsjoese en andere afkomst. Het lied is door Albert Leung geschreven en het wordt gezongen in het Standaardmandarijn.
De videoclip is in Peking opgenomen. Zo zijn onder andere de Verboden Stad, de Meridiaanpoort 午门, het Zomerpaleis, de Internationale luchthaven van Peking Capital, het Nationaal Centrum voor Uitvoerende Kunsten, het Beijing National Aquatics Center, het Nationale Stadion van Peking, het Olympisch waterpark van Shunyi 顺义奥林匹克水上公园, de Central Radio and TV Tower, de Tempel van de Hemel, de antiekstraat van Beijing 琉璃厂, het Beihai park en de Witte Pagodetempel te zien. Ook is een stuk in een Pekinese siheyuan gefilmd.
De naam Beijing huanying ni komt van een van de Chinese motto's voor de Zomerspelen in Peking. Beijing huanying ni is ook de samenstelling van de 5 fuwa's: beibei, jingjing, huanhuan, yingying en nini.

## De tekst van het lied, in Chinees
| vereenvoudigd Chinees | traditioneel Chinees | Hanyu Pinyin |
| --- | --- | --- |
| 迎接另一个晨曦带来全新空气 气息改变情味不变茶香飘满情谊 我家大门常打开开放怀抱等你 拥抱过就有了默契你会爱上这里 不管远近都是客人请不用客气 相约好了在一起我们欢迎你 我家种着万年青开放每段传奇 为传统的土壤播种为你留下回忆 陌生熟悉都是客人请不用拘礼 第几次来没关系有太多话题 北京欢迎你为你开天辟地 流动中的魅力充满着朝气 北京欢迎你在太阳下分享呼吸 在黄土地刷新成绩v 我家大门常打开开怀容纳天地 岁月绽放青春笑容迎接这个日期 天大地大都是朋友请不用客气 画意诗情带笑意只为等待你 北京欢迎你像音乐感动你 让我们都加油去超越自己 北京欢迎你有梦想谁都了不起 有勇气就会有奇迹 北京欢迎你为你开天辟地 流动中的魅力充满着朝气 北京欢迎你在太阳下分享呼吸 在黄土地刷新成绩 北京欢迎你像音乐感动你 让我们都加油去超越自己 北京欢迎你有梦想谁都了不起 有勇气就会有奇迹 我家大门常打开开放怀抱等你 拥抱过就有了默契你会爱上这里 不管远近都是客人请不用客气 相约好了在一起我们欢迎你 北京欢迎你为你开天辟地 流动中的魅力充满着朝气 北京欢迎你在太阳下分享呼吸 在黄土地刷新成绩 我家大门常打开开怀容纳天地 岁月绽放青春笑容迎接这个日期 天大地大都是朋友请不用客气 画意诗情带笑意只为等待你 北京欢迎你像音乐感动你 让我们都加油去超越自己 北京欢迎你有梦想谁都了不起 有勇气就会有奇迹 北京欢迎你为你开天辟地 流动中的魅力充满着朝气 北京欢迎你在太阳下分享呼吸 在黄土地刷新成绩 北京欢迎你像音乐感动你 让我们都加油去超越自己 北京欢迎你有梦想谁都了不起 有勇气就会有奇迹 北京欢迎你有梦想谁都了不起 有勇气就会有奇迹 北京欢迎你有梦想谁都了不起 有勇气就会有奇迹 | 迎接另一個晨曦帶來全新空氣 氣息改變情味不變茶香飄滿情誼 我家大門常打開開放懷抱等你 擁抱過就有了默契你會愛上這裡 不管遠近都是客人請不用客氣 相約好了在一起我們歡迎你 我家種著萬年青開放每段傳奇 為傳統的土壤播種為你留下回憶 陌生熟悉都是客人請不用拘禮 第幾次來沒關系有太多話題 北京歡迎你為你開天辟地 流動中的魅力充滿著朝氣 北京歡迎你在太陽下分享呼吸 在黃土地刷新成績 我家大門常打開開懷容納天地 歲月綻放青春笑容迎接這個日期 天大地大都是朋友請不用客氣 畫意詩情帶笑意隻為等待你 北京歡迎你像音樂感動你 讓我們都加油去超越自己 北京歡迎你有夢想誰都了不起 有勇氣就會有奇跡 北京歡迎你為你開天辟地 流動中的魅力充滿著朝氣 北京歡迎你在太陽下分享呼吸 在黃土地刷新成績 北京歡迎你像音樂感動你 讓我們都加油去超越自己 北京歡迎你有夢想誰都了不起 有勇氣就會有奇跡 我家大門常打開開放懷抱等你 擁抱過就有了默契你會愛上這裡 不管遠近都是客人請不用客氣 相約好了在一起我們歡迎你 北京歡迎你為你開天辟地 流動中的魅力充滿著朝氣 北京歡迎你在太陽下分享呼吸 在黃土地刷新成績 我家大門常打開開懷容納天地 歲月綻放青春笑容迎接這個日期 天大地大都是朋友請不用客氣 畫意詩情帶笑意隻為等待你 北京歡迎你像音樂感動你 讓我們都加油去超越自己 北京歡迎你有夢想誰都了不起 有勇氣就會有奇跡 北京歡迎你為你開天辟地 流動中的魅力充滿著朝氣 北京歡迎你在太陽下分享呼吸 在黃土地刷新成績 北京歡迎你像音樂感動你 讓我們都加油去超越自己 北京歡迎你有夢想誰都了不起 有勇氣就會有奇跡 北京歡迎你有夢想誰都了不起 有勇氣就會有奇跡 北京歡迎你有夢想誰都了不起 有勇氣就會有奇跡 | yíng jiē lìng yī gè chén xī dài lái quán xīn kōng qì qì xī gǎi biàn qíng wèi bù biàn chá xiāng piāo mǎn qíng yí wǒ jiā dà mén cháng dǎ kāi kāi fàng huái bào děng nǐ yǒng bào guò jiù yǒu le mò qì nǐ huì ài shàng zhè lǐ bù guǎn yuǎn jìn dōu shì kè rén qǐng bù yòng kè qì xiāng yuē hǎo le zài yī qǐ wǒ men huān yíng nǐ wǒ jiā zhòng a wàn nián qīng kāi fàng měi duàn chuán qí wéi chuán tǒng de tǔ rǎng bō zhòng wéi nǐ liú xià huí yì mò shēng shóu xī dōu shì kè rén qǐng bù yòng jū lǐ dì jǐ cì lái méi guān xì yǒu tài duō huà tí ''běi jīng huān yíng nǐ'' wéi nǐ kāi tiān bì dì liú dòng zhōng de mèi lì chōng mǎn a cháo qì ''běi jīng huān yíng nǐ'' zài tài yáng xià fēn xiǎng hū xī zài huáng tǔ dì shuā xīn chéng jī wǒ jiā dà mén cháng dǎ kāi kāi huái róng nà tiān dì suì yuè zhàn fàng qīng chūn xiào róng yíng jiē zhè gè rì qī tiān dà dì dà dū shì péng yǒu qǐng bù yòng kè qì huà yì shī qíng dài xiào yì zhī wéi děng dài nǐ ''běi jīng huān yíng nǐ'' xiàng yīn yuè gǎn dòng nǐ ràng wǒ men dōu jiā yóu qù chāo yuè zì jǐ ''běi jīng huān yíng nǐ'' yǒu mèng xiǎng shéi dōu liǎo bù qǐ yǒu yǒng qì jiù huì yǒu qí jī ''běi jīng huān yíng nǐ'' wéi nǐ kāi tiān bì dì liú dòng zhōng de mèi lì chōng mǎn a cháo qì ''běi jīng huān yíng nǐ'' zài tài yáng xià fēn xiǎng hū xī zài huáng tǔ dì shuā xīn chéng jī ''běi jīng huān yíng nǐ'' xiàng yīn yuè gǎn dòng nǐ ràng wǒ men dōu jiā yóu qù chāo yuè zì jǐ ''běi jīng huān yíng nǐ'' yǒu mèng xiǎng shéi dōu liǎo bù qǐ yǒu yǒng qì jiù huì yǒu qí jī wǒ jiā dà mén cháng dǎ kāi kāi fàng huái bào děng nǐ yǒng bào guò jiù yǒu le mò qì nǐ huì ài shàng zhè lǐ bù guǎn yuǎn jìn dōu shì kè rén qǐng bù yòng kè qì xiāng yuē hǎo le zài yī qǐ wǒ men huān yíng nǐ ''běi jīng huān yíng nǐ'' wéi nǐ kāi tiān bì dì liú dòng zhōng de mèi lì chōng mǎn a cháo qì ''běi jīng huān yíng nǐ'' zài tài yáng xià fēn xiǎng hū xī zài huáng tǔ dì shuā xīn chéng jī wǒ jiā dà mén cháng dǎ kāi kāi huái róng nà tiān dì suì yuè zhàn fàng qīng chūn xiào róng yíng jiē zhè gè rì qī tiān dà dì dà dū shì péng yǒu qǐng bù yòng kè qì huà yì shī qíng dài xiào yì zhī wéi děng dài nǐ ''běi jīng huān yíng nǐ'' xiàng yīn yuè gǎn dòng nǐ ràng wǒ men dōu jiā yóu qù chāo yuè zì jǐ ''běi jīng huān yíng nǐ'' yǒu mèng xiǎng shéi dōu liǎo bù qǐ yǒu yǒng qì jiù huì yǒu qí jī ''běi jīng huān yíng nǐ'' wéi nǐ kāi tiān bì dì liú dòng zhōng de mèi lì chōng mǎn a cháo qì ''běi jīng huān yíng nǐ'' zài tài yáng xià fēn xiǎng hū xī zài huáng tǔ dì shuā xīn chéng jī ''běi jīng huān yíng nǐ'' xiàng yīn yuè gǎn dòng nǐ ràng wǒ men dōu jiā yóu qù chāo yuè zì jǐ ''běi jīng huān yíng nǐ'' yǒu mèng xiǎng shéi dōu liǎo bù qǐ yǒu yǒng qì jiù huì yǒu qí jī ''běi jīng huān yíng nǐ'' yǒu mèng xiǎng shéi dōu liǎo bù qǐ yǒu yǒng qì jiù huì yǒu qí jī ''běi jīng huān yíng nǐ'' yǒu mèng xiǎng shéi dōu liǎo bù qǐ yǒu yǒng qì jiù huì yǒu qí jī |

## Nederlandse vertaling
Er is een nieuwe wind komen aanwaaien, die fris is. Wij zetten nieuwe thee neer voor onze nieuwe bezoekers.
Mijn familie opent de deuren wijd, zodat de gasten naar binnen kunnen komen. Onze rijke cultuur zal u omarmen, zodat u er van zult houden.
Van hoe verre u ook gekomen bent, wij behandelen alle gasten goed. Wij zijn er zeer blij mee.
Onze familie heeft een tienduizendjarige plant die altijd jong blijft. Maar wij behouden ook onze traditionele cultuur en die geven wij aan u door als herinnering.
Gasten worden heel goed behandeld. Hoeveel u ook ons land bezoekt, u wordt altijd vriendelijk behandeld.
Peking verwelkomt u en opent de hemel en sluit de grond. De geest die beweegt is een dynastie lang goed. Peking verwelkomt u om onder de mooie zon te ademen. U wordt een nieuw mens op onze gele grond.
Onze familie opent wijd de deuren, zodat de hemel zich liefdevol opent. De tijd verspreidt jeugdig geslacht en dit krijgt u op die datum.
De hemel is groot, de aarde is groot en ook onze vriendschap is groot. Schilderijen schilderen, gedichten maken draagt onze vriendelijkheid aan u.
Peking verwelkomt u zoals de muziek u aan het denken zet. Laat ons doorzetten en onszelf verbeteren. Peking verwelkomt u en maak(t) uw dromen waar, met moed heeft u mirakels!

## Zangers en zangeressen van dit lied
- Chen Tianjia (陈天佳)
- Liu Huan (刘欢)
- Na Ying (那英)
- Stefanie Sun (孙燕姿) zangeres
- Sun Yue (孙悦)
- Wang Lihong (王力宏)  o.m. zanger
- Han Hong (韩红) Tib. zangeres
- Zhou Huajian (周华健)
- Gigi Leung (梁咏琪)
- Yu Quan (羽泉)
- Jackie Chan (成龙) entertainer
- Richie Ren (任贤齐), Kwok-Hing Choi (蔡国庆)
- Jolin Tsai (蔡依林) zangeres o.m.
- Sun NAN (孙楠)
- Zhou Bichang (周笔畅)
- zangeres Wei Wei (韦唯)
- Huang Xiaoming (黄晓明)
- Han Geng (韩庚)
- zanger Wang Feng (汪峰)
- Karen Mok (莫文蔚)
- Tan Jing (谭晶)
- Eason Chan (陈奕迅)
- Yan Weiwen (阎维文)
- Dai Yuqiang (戴玉强)
- Wang Xia (王霞),  Li Shuangjiang (李双江)
- Liao Changyong (廖昌永)
- Lin Yilun (林依轮)
- Jang Nara (张娜拉)
- JJ Lin (林俊杰) zanger o.m.
- A-do (阿杜)
- Joey Yung (容祖儿) zangeres o.m.
- Li Yuchun (李宇春)
- David Wong (黄大炜)
- Chen Kun (陈坤)
- Nicolas Tse (谢霆锋)
- Han Lei (韩磊)
- Vivian Hsu (徐若瑄)
- Fei Xiang (费翔)
- Tang Can (汤灿)
- Lin Chi-ling (林志玲), Zhang Zilin (张梓琳)
- Jane Zhang (张靓颖)
- Valen Hsu (许茹芸), Wu Sikai (伍思凯)
- Yang Kun (杨坤), Christine Fan (范玮琪)
- Chris Yu (游鸿明), Zhou Xiao'ou (周晓欧)
- Sha Baoliang (沙宝亮), Man Wenjun (满文军)
- Jin Haixin (金海心), Peter Ho (何润东)
- F.I.R. (飞儿) orkest Fei'er, Pang Long (庞龙)
- Kenji Wu (吴克群), Qi Feng (齐峰)
- 5566, Anson Hu (胡彦斌)
- Yumiko Cheng (郑希怡), Dolan (刀郎)
- Ji Minjia (纪敏佳), Tu Honggang (屠洪刚), Wu Tong (吴彤)
- Guo Rong (郭容), Liu Gengwang (刘畊宏),  Tang Geer (腾格尔)
- Jin Sha (金莎), Su Xing (苏醒), Wei Jia (韦嘉)
- Fu Lishan (付丽珊), Huang Zheng (黄征), Jaycee Chan (房祖名)